# عديمات الألواح
عديمات الألواح (الاسم العلمي:Aplacophora) هي أصنوفة عليا من الرخويات يُفترض أنها تصنيف شبه عرقي وهذه فئة من الرخويات البحرية الصغيرة التي تعيش في المياه العميقة، وهي قاعية حصريًا وتوجد في جميع محيطات العالم.